# 达得县
达得县是越南林同省历史上的一个旧县。面积526.73平方千米，2024年总人口57194人。

## 地理
达得县西接吉仙县和同奈省新富县，东南接达怀县，东和北接保林县。

## 历史
2019年12月17日，河东社并入美德社，香林社并入达雷社。
2024年10月24日，越南国会常务委员会通过决议，自2024年12月1日起，吉仙县和达得县并入达怀县。

## 行政区划
达得县下辖1市镇8社，县莅达得市镇。
- 达得市镇（Thị trấn Đạ Tẻh）
- 安仁社（Xã An Nhơn）
- 达考社（Xã Đạ Kho）
- 达雷社（Xã Đạ Lây）
- 达博社（Xã Đạ Pal）
- 美德社（Xã Mỹ Đức）
- 广治社（Xã Quảng Trị）
- 国威社（Xã Quốc Oai）
- 肇海社（Xã Triệu Hải）